# Hugues d'Avalon
Ne pas confondre avec Petit saint Hugues de Lincoln
Saint Hugues d'Avalon, dit aussi Hugues de Lincoln, est un évêque français né en 1140, au château d'Avalon en Dauphiné, dans l'actuelle commune de Saint-Maximin (Isère). 

## Biographie
Il est le fils d'Anne de Theys et de Guillaume Romestang, seigneurs d'Avalon.
Hugues a huit ans quand il perd sa mère. Il est alors placé à l'école de chanoines de Villard-Benoit, une des quatre paroisses du mandement d'Avalon.
À quinze ans, il reçoit la tonsure qui le fait clerc, et à dix-neuf ans il devient diacre de la paroisse de Saint-Maximin, qu'il va administrer pendant deux ans.
En 1163, il entre à la Grande Chartreuse et se forme à la dure règle cartusienne. Dix ans plus tard, il est nommé procureur et restera sept ans dans la place avant de rejoindre l'Angleterre.
En 1180, sur conseil du comte de Savoie Humbert III, le roi d'Angleterre Henri II, époux d'Aliénor d'Aquitaine, choisit Hugues d'Avalon comme prieur de la chartreuse de Witham. Très vite, la chartreuse de Witham devient un haut lieu spirituel.
Le 21 septembre 1186, Hugues est sacré évêque de Lincoln, à Westminster, par Baudouin d'Exeter, l'archevêque de Cantorbéry. Lors de son intronisation, un cygne blanc apparaît dans les domaines de l'évêque. Lui seul pourra approcher la bête et la nourrir.
Hugues d'Avalon meurt à Londres le 16 novembre 1200. Son corps arrive à Lincoln le 22 novembre.
Le 17 février 1220, le pape Honorius III le déclare « saint de l'Église catholique romaine ».
Il est représenté avec une crosse et un cygne.